# Công giáo tại Sri Lanka
Giáo hội Công giáo tại Sri Lanka (Sinhala: Sri Lankavay Katholika Sabhava) là một phần của Giáo hội Công giáo Hoàn vũ, dưới sự lãnh đạo tinh thần của giáo hoàng ở Vatican. Nước này có lãnh thổ giáo luật là giáo tỉnh Colombo và bao gồm 12 giáo phận, trong đó có một Tổng giáo phận. Có khoảng 1,2 triệu người Công giáo ở Sri Lanka chiếm khoảng 6,1% tổng dân số (theo điều tra dân số năm 2012).
Trong lịch sử Công giáo Sri Lanka, đã có hai hồng y xuất thân từ quốc gia này, đó là Hồng y Thomas Benjamin Cooray, O.M.I., vinh thăng Hồng y năm 1965 dưới thời Giáo hoàng Phaolô VI và Hồng y Albert Malcolm Ranjith Patabendige Don, vinh thăng Hồng y năm 2010, dưới thời Giáo hoàng Biển Đức XVI. Cả hai vị này đều đóng vai trò Tổng giám mục đô thành Tổng giáo phận Colombo khi được vinh thăng.
Năm 1995, tại một buổi lễ ở Colombo, Giáo hoàng Gioan Phaolô II đã phong chân phước cho Linh mục Joseph Vaz, một nhà truyền giáo ban đầu cho đất nước này, người được biết đến với vai trò là Sứ Đồ của Ceylon. Vào ngày 17 tháng 9 năm 2014, Giáo hoàng Phanxicô đã chấp thuận cuộc bỏ phiếu và tuyên bố ông này là một vị thánh. Giáo hoàng Phanxicô đã phong thánh cho Joseph Vaz tại Galle Face Green, Colombo vào ngày 14 tháng 1 năm 2015.

## Lịch sử hiện đại
Vào ngày 15 tháng 11 năm 1505, một hạm đội Bồ Đào Nha do Lourenço de Almeida chỉ huy, bị một cơn bão và dạt vào bờ biển Sri Lanka, đáp xuống Colombo. Với sự cho phép của vua Kotte, Dharma Parakramabahu IX, Almeida dựng lên một trạm thương mại và một nhà thờ nhỏ ở Colombo. Nhà thờ được thánh hiến cho Thánh Lawrence. Franciscan Friar Vicente, giáo sĩ của hạm đội đã cử hành thánh lễ tại đây. Đây là dấu mốc đầu tiên về thánh lễ Công giáo trên đất Sri Lanka. Trong vài thế kỷ tiếp theo, những người truyền giáo Bồ Đào Nha, Hà Lan và Ailen truyền bá Công giáo ở Sri Lanka, đáng chú ý nhất ở bờ biển phía tây và tây bắc, nơi một số nơi số lượng tín hữu Công giáo chiếm một nửa dân số.